# Kenza al-Awrabiya
Kenza al-Awrabiya (en arabe : كنزة الأوربية) surnommée Kenza al Mardhia est une princesse berbère, fille d'Isaac ben Mohammed ben Hammid. Elle devient l’épouse d’Idris Ier, par cette alliance elle lui permet d'exercer le pouvoir sur le territoire des Awerba,. Elle est la mère de son fils posthume Idris II. Aux côtés du régent du royaume Rachid, elle exerça un rôle politique de premier plan durant la minorité de son fils. Sa vie durante, Kenza maintint son statut de matriarche conformément aux coutumes berbères, en l’occasion elle arbitra le bon déroulement du partage du royaume entre ses petits-fils.